# Biedes
Biedes  ist eine von sieben Parroquias in der Gemeinde Las Regueras der autonomen Region Asturien in Spanien.
 Die 279 Einwohner (2011) leben in 7 Dörfern, auf einer Fläche von 10,56 km².

## Sehenswertes
- Pfarrkirche San Martin

## Dörfer und Weiler der Parroquia
- Biedes 34 Einwohner 2011
- La Estaca (L'astaca en asturiano) 16 Einwohner 2011
- La Braña 13 Einwohner 2011
- Marinas (Mariñes en asturiano) 98 Einwohner 2011 43° 24′ 40″ N, 5° 56′ 5″ W
- Meobra (Miobra en asturiano) 23 Einwohner 2011
- Parades 62 Einwohner 2011 43° 25′ 55″ N, 5° 56′ 10″ W
- Recastañoso (El Xugal) 33 Einwohner 2011 43° 25′ 7″ N, 5° 56′ 1″ W